# Wildenberg
Wildenberg település Németországban, azon belül Bajorországban. Lakosainak száma 1439 fő (2023. december 31.).

## Népesség
A település népessége az elmúlt években az alábbi módon változott:
| Lakosok száma | 632  | 1462 | 1060 | 1068 | 1345 | 1349 | 1387 | 1350 | 1403 | 1439 |
|               | 1875 | 1950 | 1975 | 1987 | 2012 | 2014 | 2016 | 2017 | 2021 | 2023 |